# Comté de Hitchcock
Le comté de Hitchcock est un comté de l'État du Nebraska, aux États-Unis. Son siège est la ville de Trenton.